# Transparencia (indumentaria)

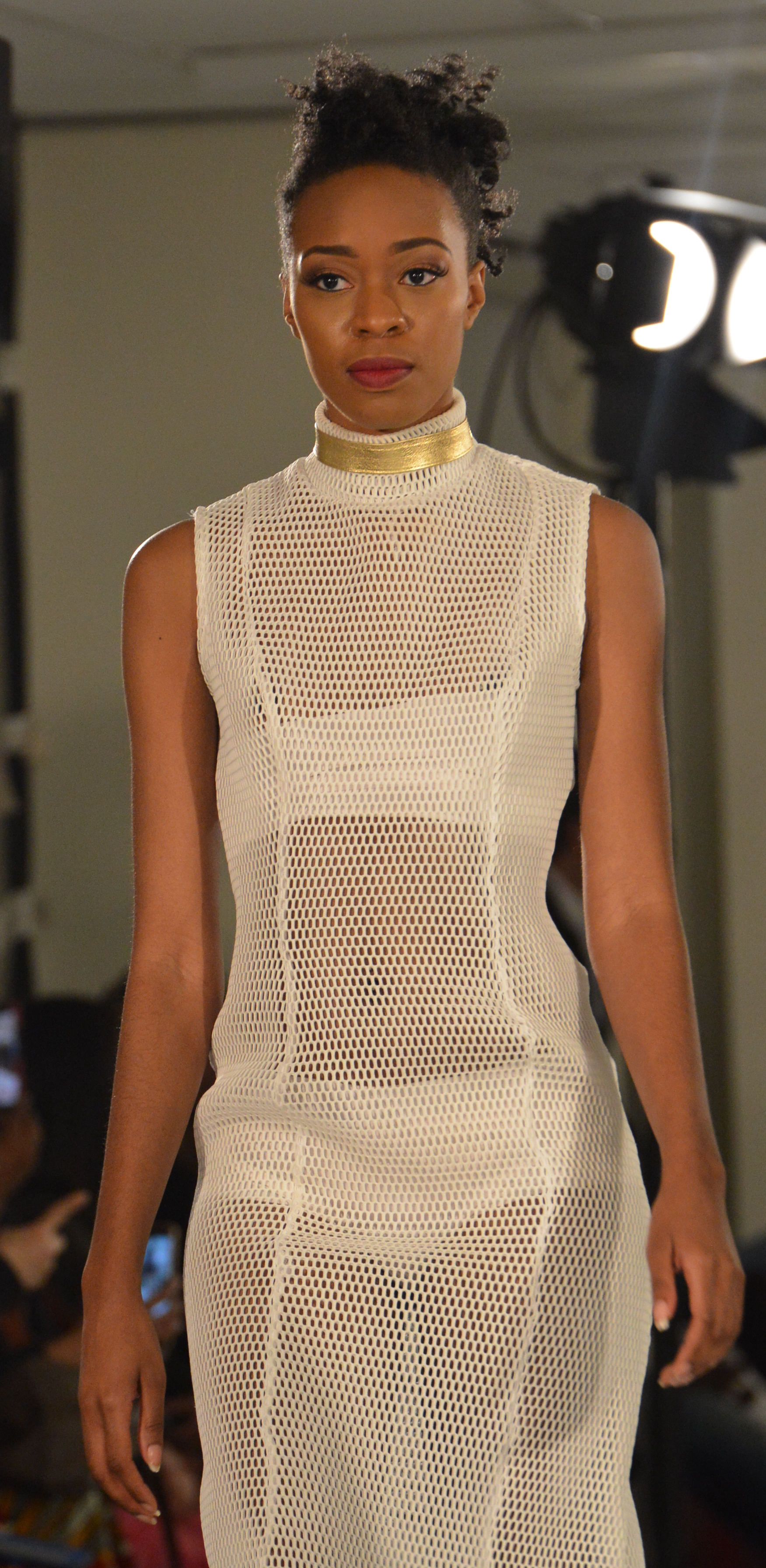
Modelo vistiendo prenda con transparencias.

Las transparencias es una tendencia de moda consistente en utilizar prendas que dejan ver el interior a través del tejido con que están confeccionadas. 
Las transparencias se muestran en prendas elaboradas en seda, gasa, encaje u otros tejidos que permiten ver la piel o la ropa interior a través de ellas. Proceden del diseño de ropa interior y se consideran una moda seductora al insinuar zonas correspondientes a la esfera de la intimidad. Si bien han sido más populares en la indumentaria femenina, también aparecen en la ropa masculina.
El diseñador francés Yves Saint Laurent incorporó las transparencias en una de sus colecciones de alta costura en 1966. Desde entonces, aparecen de forma periódica entre las tendencias de moda contemporánea presentadas en las principales colecciones.
Las transparencias pueden manifestarse en forma de prendas totalmente transparentes como blusas, faldas o camisas o parcialmente transparentes como en las mangas, la espalda o determinadas áreas del torso. En algunos casos, la blusa o vestido está diseñado para mostrar zonas seleccionadas del cuerpo y ocultar las más íntimas mediante tejidos más gruesos, bordados, flecos o lentejuelas. También se puede aplicar transparencias en zapatos, bolsos, cinturones y otros accesorios.
Al utilizar transparencias, puede optarse por llevar o no ropa interior. En el segundo caso, esta suele ser discreta, del mismo color que la prenda o algo más oscura pudiendo consistir en un sujetador, un bralette, un bustier o incluso una camiseta de licra. También se puede decidir cubrir la transparencia por fuera mediante un jersey ligero o un blazer.
Las transparencias en la vestimenta se usan de diferentes formas, desde solo sugerir el contorno del cuerpo a mostrar la piel de forma más explícita, según las telas y diseños. En la jerga del mundo de la moda se considera a la transparencia una forma de vestir osada, aunque esta valoración varía según los contextos de uso, gustos y tendencias. Los analistas de moda suelen emitir diversas opiniones acerca del uso de las transparencias, especialmente en eventos sociales en los que se presentan celebridades.